# Nemoraea pictipennis
Nemoraea pictipennis är en tvåvingeart som först beskrevs av Macquart 1851.  Nemoraea pictipennis ingår i släktet Nemoraea och familjen parasitflugor.
Artens utbredningsområde är Colombia. Inga underarter finns listade i Catalogue of Life.